# Glyka Nera
Glyka Nera  este un oraș în Grecia în prefectura Attica.